# 瑪麗·圖克爾
瑪麗·圖克爾（英語：Mary Tucker，2001年7月20日—），美國射擊運動員，她代表美國隊參加了日本舉行的2020年夏季奧林匹克運動會，並且在混合團體10米空氣步槍比賽上獲得銀牌。